# Фогау
Фо́гау (нем. Vogau) — коммуна в Австрии, в федеральной земле Штирия. 
Входит в состав округа Лайбниц.  Население составляет 1057 человек (на 1 января 2001 года). Занимает площадь 6,06 км².

## Политическая ситуация
Бургомистр коммуны — Франц Фельдбахер (АНП).
Совет представителей коммуны (нем. Gemeinderat) состоит из 15 мест.
- АНП занимает 9 мест.
- СДПА занимает 5 мест.
- АПС занимает 1 место.